# Pulogading
Pulogading is een bestuurslaag in het regentschap Brebes van de provincie Midden-Java, Indonesië. Pulogading telt 5897 inwoners (volkstelling 2010).